# Lourdes Barreto
Lourdes Barreto (Brejo de Areia, Maranhão, 23 de janeiro de 1943) é uma ex-prostituta brasileira. É mãe de quatro filhos, avó de dez netos e bisavó de oito bisnetos. Ainda jovem, mudou-se para Catolé da Rocha, na Paraíba.
Há mais de 60 anos reside Belém, no estado do Pará, local onde desenvolveu sua história pelo ativismo das mulheres prostitutas e onde fez da sua vida um grande movimento social.
Em 2018, Lourdes publicou sua autobiografia, intitulada de Puta Autobiografia, onde narra toda a sua trajetória e as diversas "ondas", maneira para qual Barreto chama suas lutas.
Ela é uma das 100 pessoas que iniciaram programas de combate à AIDS no Brasil e contribuíram para a construção do Sistema Único de Saúde (SUS).

## Vida
Lourdes Barreto, nascida em 23 de janeiro de 1943, teve sua trajetória marcada pela resistência e pela defesa dos direitos das mulheres prostitutas. Ao longo de sua vida, enfrentou inúmeros desafios, lidando com a marginalização social e a violência institucional. Barreto encontra-se há mais de 60 anos em Belém do Pará, é mãe de quatro filhos, avó de dez netos e bisavó de oito bisnetos.
Apesar de pertencer a uma família de classe média do sertão paraibano, Lourdes Barreto enfrentou diversas restrições, especialmente no acesso à educação. Conforme relatava, não lhe foi permitido estudar, pois, em sua família, apenas os filhos homens tinham esse direito. Ainda jovem, sofreu violência dentro do próprio ambiente familiar e, diante disso, decidiu partir em busca de independência. Nessa jornada, acabou sendo acolhida num prostíbulo, onde iniciou sua profissão.
Iniciou sua trajetória ainda muito jovem, por volta dos anos 1950, e percorreu diversas cidades da região Nordeste do Brasil, transitando entre diferentes estados e contextos socioculturais. Ao final de sua jornada, escolheu a região Norte do país para firmar raízes, estabelecendo-se em Belém, cidade onde vive até os dias atuais. Lourdes trabalhava no famoso Quadrilátero do Amor, região do bairro da Campina, área central da cidade de Belém.[carece de fontes?]
Durante o período de Ditadura Militar no Brasil (1964-1985), período marcado por violência e repressão contra prostitutas, o meretrício Quadrilátero do Amor foi fechado, se transformando em uma zona confinada. Lourdes Barreto enfrentou a ditadura militar e nesse processo apresenta situações as quais ela, e suas companheiras de profissão, foram submetidas, tais como eram obrigadas a realizar exames ginecológicos a cada 15 dias, era necessário realizar o cadastro na delegacia de costumes, responsável pelo controle higienista social. Lourdes narra que, quem chegava a Belém ia primeiro para à Delegacia de Costumes para se registrar. Barreto no auge da repressão não podia sair do meretrício, a não ser acompanhada de algum policial, ao colocar a cabeça para fora da janela do cabaré, foi presa pela guarda que passava vigilante no Quadrilátero do Amor, levada à delegacia e ficou dias na prisão, sob tortura física e psicológica.

## Trajetória
Apesar da repressão associada às mulheres prostitutas, Lourdes Barreto foi uma figura nos movimentos de libertação sexual durante a década de 1970. Em Belém ela também teve um papel importante na fundação da primeira Delegacia da Mulher na cidade. Mais tarde, foi convidada pelo Ministério da Saúde a participar de campanhas de combate à AIDS.
Lourdes fundou o Grupo de Mulheres Prostitutas do Estado do Pará (GEMPAC) em 1990, com objetivo de garantir os direitos das mulheres prostitutas, estabelecer estratégias e intervenções jurídicas, realizar oficinas sobre gênero e sexualidade. Luta contra os preconceitos, pela redução da discriminação e pela valorização da identidade de mulher e trabalhadora sexual.
Em parceria com Gabriela Leite, Lourdes participou da fundação da Rede Brasileira de Prostitutas (RBP), criada visando promover os direitos da prostituição como uma profissão, desde que exercida por maiores de 18 anos. A RBP atua contra formas de exploração e abuso sexual e estigmação da prostituição, contra os preconceitos pela profissão e associação à criminalidade.-
Esteve à frente do 1.º Encontro Nacional de Prostitutas (1987), chamado "Mulher da vida é preciso falar". Atuou na campanha pedindo as Diretas Já.[carece de fontes?]